# Turn Me On (David Guetta)
Turn Me On è il quinto singolo estratto dall'album Nothing but the Beat del disc jockey francese David Guetta. Il brano comprende la collaborazione vocale della rapper trinidadiana Nicki Minaj.

## Descrizione
Il brano è stato scritto dalla stessa Nicki Minaj insieme a Ester Dean ed è stato estratto come quarto singolo per il Nordamerica al posto di Titanium il 14 dicembre 2011.
Nel brano la Minaj fa uso dell'Auto-Tune.

## Critica
A parte la pesante adozione di Auto-Tune sulla parte cantata dalla rapper, il brano ha raccolto valutazioni alterne. Molti critici hanno esaltato la produzione di Guetta e l'energia che mette il pezzo, mentre altri hanno criticato la trasformazione di Minaj da una folle rapper a cantante pop.
In un'intervista per Billboard, David Guetta ha detto: «sono molto orgoglioso che Nicki Minaj abbia fatto questa canzone perché la conosciamo per i suoi rap folli, ma in questa, oddio, canterà come... Il mondo non riuscirà a crederci. Perché nessuno la conosce così.»
È stato il secondo singolo in cui Nicki Minaj ha collaborato con David Guetta dopo il successo di Where Them Girls At (al quale si aggiunge anche Flo Rida).

## Successo commerciale
La canzone ha avuto un buon successo in tutto il mondo. In Australia, il singolo è riuscito ad arrivare alla 3ª posizione ed è stato certificato triplo disco di platino, che equivale a 210 000 copie vendute. Negli Stati Uniti, il brano ha raggiunto invece la quarta posizione. Durante il 2012, in questo Paese Turn Me On ha venduto 2 036 000 copie. Nel resto del mondo, il singolo è riuscito ad ottenere il disco d'oro in Danimarca e in Italia, anche se non è entrato nella top ten delle due classifiche.

## Video musicale
Il giorno dell'estrazione del singolo è stato caricato dal canale VEVO ufficiale un Lyrics Video della canzone, mentre il videoclip ufficiale è stato girato nel novembre del 2011 ed è stato pubblicato il 31 gennaio dell'anno seguente.
Il videoclip è ambientato in un'epoca steampunk, ed in esso si può vedere un uomo (David Guetta) costruire un marchingegno in grado di muovere delle labbra artificiali.
Successivamente, mediante varie modifiche, il marchingegno comincia ad avere un aspetto sempre più umano, per poi trasformarsi in Nicki Minaj.
In seguito, Nicki Minaj esce dall'ambientazione in cui si è svolta la prima scena e, varcando un cancello, sbocca in una strada frequentata da altri robot.
Per via della sua sgargiante bellezza, Nicki Minaj attira molti dei ragazzi-robot presenti, scatenando quindi la gelosia delle loro rispettive ragazze (anch'esse robot). Queste ultime si recheranno dal "creatore" e lo svestiranno rivelando il suo aspetto reale: quello di un robot.
Il video si conclude con Nicki Minaj che sfugge all'ira delle ragazze-robot a cavallo.
È uno dei video che ha ottenuto la certificazione Vevo.

## Classifiche

### Classifiche internazionali
| Classifica (2011-12) | Posizione massima |
| -------------------- | ----------------- |
| Australia            | 3                 |
| Austria              | 5                 |
| Belgio (Fiandre)     | 23                |
| Belgio (Vallonia)    | 10                |
| Bulgaria             | 1                 |
| Canada               | 3                 |
| Danimarca            | 27                |
| Finlandia            | 17                |
| Francia              | 10                |
| Germania             | 6                 |
| Irlanda              | 11                |
| Lussemburgo          | 5                 |
| Norvegia             | 15                |
| Nuova Zelanda        | 2                 |
| Paesi Bassi          | 68                |
| Spagna               | 30                |
| Stati Uniti          | 4                 |
| Svezia               | 29                |
| Svizzera             | 6                 |

### Classifiche di fine anno
| Classifica (2012) | Posizione |
| ----------------- | --------- |
| Australia         | 44        |
| Austria           | 45        |
| Belgio (Fiandre)  | 67        |
| Belgio (Vallonia) | 49        |
| Canada            | 29        |
| Francia           | 55        |
| Nuova Zelanda     | 37        |
| Regno Unito       | 35        |
| Stati Uniti       | 35        |
| Svezia            | 67        |
| Svizzera          | 38        |